# Махабалипурам
Махабалипурам (тамил. மகாபலிபுரம்) — город на Коромандельском берегу в индийском штате Тамилнад, в 60 км к югу от Ченнаи. Нас. 12 тыс. жит. (2001).
Город возник в VII веке н. э. как главный порт царства Паллавов под названием Мамаллапурам (вероятно, назван в честь одного из царей). В то время это был крупный город, где размещался военный и торговый флот. С эпохи Паллавов (VII—IX вв.) сохранились разнообразные памятники монументальной скульптуры и зодчества, вырубленные в монолитных скалах и насыщенные буддистскими мотивами:
- прибрежный храм — смыт в море во время великого цунами 2004 года, впоследствии восстановлен;
- небольшой скальный храм Вараха;
- гигантские скальные рельефы со сценами покаяния Арджуны и «Низвержение Ганги на землю»;
- храм Панча Рата — пять исполинских каменных колесниц, которые наречены именами пандавов.

Все эти памятники входят в список объектов Всемирного наследия ЮНЕСКО.
С XVIII в. в литературе появлялись сообщения о том, что значительная часть древнего Мамаллапурама ныне находится под водой. Во время упомянутого цунами отходящая волна открыла двухметровые каменные фигуры и прочие развалины неизвестного ранее храмового комплекса эпохи Паллавов.
С 20 июля по 10 августа в городе проходили соревнования 44й шахматной олимпиады.